# União Central Futebol Clube
O União Central Futebol Clube é um clube de futebol brasileiro sediado no bairro da Penha, na cidade do Rio de Janeiro, estado do Rio de Janeiro. Fundado em 14 de abril de 1986 por camelôs da Central do Brasil, o clube tem como foco principal a formação de atletas e a participação em competições estaduais de base e profissionais.

## História
O União Central surgiu da iniciativa de trabalhadores informais que atuavam na região central do Rio de Janeiro, buscando criar uma agremiação esportiva que representasse a classe trabalhadora. A estreia em competições profissionais ocorreu em 1995, com participação no Campeonato Carioca da Quarta Divisão.
Após um período de inatividade, o clube retornou às atividades profissionais em 2021, com o objetivo de disputar novamente a Série C do Campeonato Carioca.

## Estrutura e Gestão
Atualmente, o clube não possui estádio próprio e realiza seus treinamentos em centros de treinamento parceiros. A sede administrativa está localizada na Rua Coronel Rogaciano Mendes, 370, Rio de Janeiro.
A presidência do clube é ocupada por Tatiana Citeli de Matos, com mandato vigente de 1º de abril de 2022 a 30 de março de 2025.

## Categorias de Base
O União Central mantém equipes nas categorias Sub-15, Sub-16, Sub-17 e Sub-20, participando de diversas competições organizadas pela Federação de Futebol do Estado do Rio de Janeiro (FERJ), como o Campeonato Carioca das respectivas categorias.

## Títulos[1]
- Taça Francisco Assis de Lima:
  - Campeão: 1992 e 1994
- Campeonato do Departamento de Futebol Amador da Capital:
  - Campeão: 1993
- Taça Disciplina:
  - Campeão: 1994